# La Gazzetta di Brescia
La Gazzetta di Brescia fu un quotidiano di cronaca locale della città bresciana.

## Storia
Giovanni Prandini, imprenditore e politico bresciano, alla fine degli anni Ottanta cercò di acquistare il quotidiano locale bresciano BresciaOggi, ma gli fu preferita l'offerta del gruppo de L'Arena. Si accordò con Edoardo Longarini, proprietario di «Edizioni Locali» ed editore de La Gazzetta di Ancona, per pubblicare un nuovo quotidiano che facesse concorrenza sulla piazza bresciana allo stesso Bresciaoggi e al Giornale di Brescia.
Il primo numero del nuovo quotidiano uscì il 21 marzo 1990. Aveva sede presso il "Complesso San Carlo" in via della Volta a Brescia.
Nel settembre 1991, alcune inchieste giudiziarie coinvolsero Longarini. Contestualmente, nel consiglio comunale di Brescia ci fu una profonda divisione nella Democrazia Cristiana locale contrapponendosi la sinistra di Martinazzoli alla destra di Prandini: con la caduta della Giunta Boninsegna si andò a elezioni nell'autunno 1991. Alla fine di settembre, una cordata di imprenditori guidata da Giorgio Corbelli, allora proprietario di Telemarket, costituì una nuova società editrice, la «Edizioni Bresciane», che rilevò da «Edizioni locali» la proprietà della testata. Si chiese a Oliviero Beha di dirigere il quotidiano, ma il giornalista respinse la proposta e in seguito citò il politico bresciano per aver coinvolto il suo nome di giornalista in "un'impresa priva dei mezzi adeguati, messa in piedi poco prima delle elezioni locali".
L'ultima edizione uscì il 12 novembre 1992.